# 信仰の時間
信仰の時間（しんこうのじかん）は、朝日放送ラジオ（ABCラジオ）他で放送されている宗教番組である。

## 概要
ABCラジオでは、毎週月曜及び水曜日の早朝4:35 - 4:45に放送される。開局日である1951年11月11日より放送を開始し、2018年10月現在でも継続している長寿番組である。なお、日曜日も5時台に放送されている。
以前は5:00 - 5:05まで「さわやかミュージック」を放送後、ステーションブレイクを挟まず5:05 - 5:30の枠にて放送されていたが、1999年10月より編成の都合で「毛利千代子のおはようパートナー」（当時）の放送開始時刻が05:00に繰り上がったのに伴い、現在の時間に移動した。以前は火曜・木曜・金曜日にもあったが廃止され、火曜は枠移動により宗教の時間となり、木曜・金曜日には「さわやかミュージック」（1999年まで放送されていた上記の同名の番組とは異なる）が放送されていたが、2020年7月からは当該枠にラジオショッピングの番組が放送されている。番組のナビゲート（冒頭・終了のタイトル・アナウンス、および「さわやかミュージック」のMC）はフリーアナウンサーの秀平真由美が務める。
ABCラジオ以外でも一部放送されている。

## ネット局・放送内容
ABCラジオ（2024年10月現在）
- 4:35 - 4:45
  - 月曜日：まことの救い（協賛：日本福音宣教会）
  - 火曜日：カトリック教会の時間（協賛：大阪カテドラル聖マリア大聖堂カトリック玉造教会大阪大司教区、2024年9月29日まで日曜5:50 - 6:00に放送。2024年10月1日より枠移動）
  - 水曜日：希望の声（協賛：日本ペンテコステ教団富雄キリスト教会）
  - 木曜日：宗教の時間として「金光教の時間」（金光教）を放送 - 1951年11月24日放送開始（2018年10月より水曜4:35 - 4:45枠から移動、2019年6月30日までは日曜5:30 - 5:40枠で放送、2024年9月29日まで日曜5:40 - 5:00に放送）

2024年9月までは木曜・金曜は通販番組（木曜：『今旬!いいもの百貨店』、金曜：『いいものテンミニッツ!』）が放送されていた。また、火曜日は宗教の時間として「西本願寺の時間」を放送（2018年10月改編で4:50 - 5:00枠から移動）したが、2022年9月を以って終了。10月からは下記木曜・金曜同様通販番組（『旬!SHUN!ピックアップ』など）が放送されていた。
2024年秋改編で日曜に放送していたカトリックと金光教の番組を当時間に移動させ宗教番組の枠を集約した。同時に金曜は『週刊 なるほど!ニッポン』（ニッポン放送制作、NRN全国ネット）を土曜5:05-15から移動させている。
過去
月曜 - 金曜（「信仰の時間」枠内）
- 火曜：円応教の時間（円応教）：2005年3月をもって放送終了
- 木曜：高野山の時間：その後ラジオNIKKEIのみで放送していたが、2018年4月28日をもって放送終了
- 金曜：大本教の時間：2011年4月より日曜5:40 - 5:50枠「宗教の時間」に移動したが、2019年6月30日をもって放送終了。移動した当該時間枠は前述の「金光教の時間」を放送。

## 備考
1. ↑  これにより、「さわやかミュージック」は一旦放送終了。また「もうすぐ夜明けABC」の放送時間が25分短縮され3:00 - 4:20となった。
2. ↑  2020年6月までは「さわやかミュージック」が放送されていた。同年7月より現行となる。